# سیمز ۲: حیوانات خانگی
سیمز ۲: حیوانات خانگی (به انگلیسی: The Sims 2: Pets) عنوان چهارمین بسته الحاقی برای بازی ویدئویی شبیه‌سازی زندگی سیمز، و پس از سیمز ۲: تجارت آزاد است. این بازی در تاریخ ۱۸ اکتبر ۲۰۰۶ عرضه شده و سازنده آن ماکسیس است.